# Gemünden (Hunsrück)
Gemünden település Németországban, Rajna-vidék-Pfalz tartományban. Lakosainak száma 1298 fő (2023. december 31.). Gemünden Ravengiersburg, Mengerschied, Henau, Gehlweiler, Rohrbach, Dickenschied és Womrath községekkel határos.

## Népesség
A település népességének változása:
| Lakosok száma | 1069 | 1217 | 1288 | 1279 | 1307 | 1331 | 1298 |
|               | 1975 | 2010 | 2017 | 2019 | 2021 | 2022 | 2023 |